# Chaplin som Brandmand
Chaplin som Brandmand er en amerikansk stumfilm fra 1916 af Charles Chaplin.

## Medvirkende
- Charles Chaplin
- Edna Purviance
- Lloyd Bacon
- Eric Campbell
- Leo White